# Waloński Kamień

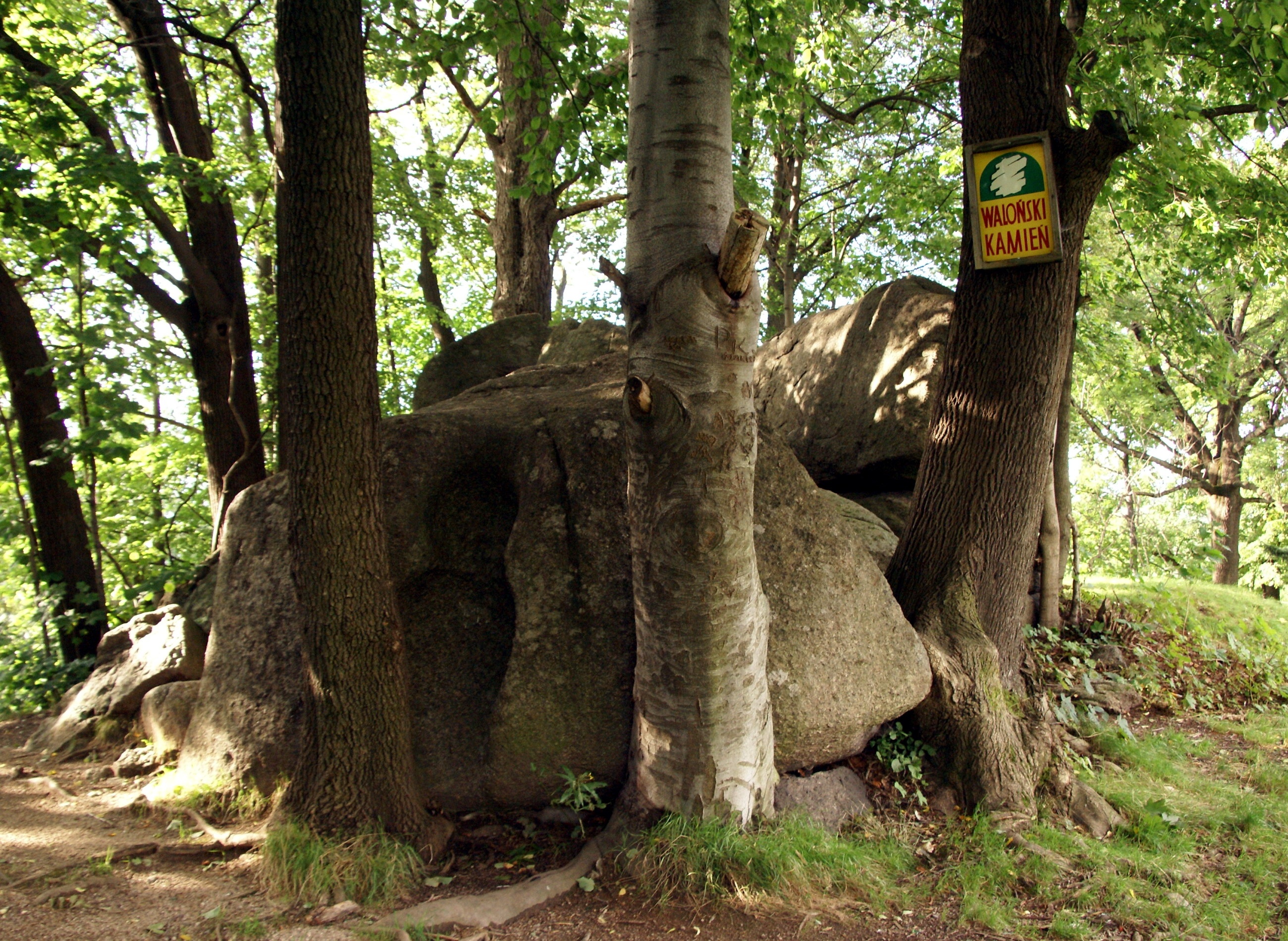
Waloński Kamień

Waloński Kamień (niem. Mannstein) – zespół skał na Pogórzu Karkonoskim w województwie dolnośląskim.
Skały znajdują się w południowo-zachodniej Polsce, na Pogórzu Karkonoskim, w miejscowości Przesieka, u podnóża północnych stoków wzniesienia Płonik.
Jest to kilka różnej wielkości skałek granitowych o wysokości ponad 2 m. Na południowej ścianie jednej ze skał dwa połączone kociołki wietrzeniowe, które po przewróceniu się bloku skalnego znalazły się na jego boku. Kształtem i wielkością przypominają sylwetkę człowieka, stąd niemiecka nazwa skały. Na połączeniu kociołków nieregularne zagłębienia, w których prawdopodobnie już w XIX, a najpóźniej w latach 40. XX w. zaczęto dopatrywać się rytu dłoni (nie można jednak wykluczyć teorii, że zagłębienia te to efekt działania sił przyrody). Obok kociołków wykuty znak krzyża łacińskiego. Ponieważ skała występowała w opisach zawartych w XV-wiecznych Księgach Walońskich jako ważny punkt orientacyjny, stąd ryt (ryty) na skale przypisuje się walończykom, XV-XVI-wiecznym poszukiwaczom złota i kamieni szlachetnych.

## Turystyka
Obok Walońskiego Kamienia przechodzą szlaki turystyczne:
 – żółty fragment prowadzący przez Borowice i Przesiekę do Jagniątkowa i dalej
 – zielony fragment prowadzący przez Karpacz-Borowice do Przesieki i dalej.
 – czarny, prowadzący z Sosnówki Górnej do Sobieszowa.